# DataWrapper
Datawrapper és una eina de codi obert que permet la creació de taules bàsiques per a la web. Qualsevol persona que tingui la necessitat d'introduir un gràfic modern i actualitzat als nostres temps pot usar aquesta eina. Les sales de redacció, institucions i les empreses treballen amb números i dades sempre. Sovint, utilitzen aquestes taules d'informació per tenir una mirada més profunda i de més qualitat del tema en qüestió. Així doncs, l'aportació de les taules poden ajudar a visualitzar els canvis relacionats entre si. Per tant, obre un camí més ràpid en la creació de gràfics i incrustar-los en una pàgina web. Fins i tot, és possible crear fluxos de treball prolongats com ara pàgines web per imprimir quan s'utilitza tota la funcionalitat disponible.

## Història
Datawrapper va ser creat amb l'objectiu de facilitar la visualització de les taules de continguts més simple i més ràpida. Aquesta eina assegura la codificació del procés de publicació i és molt més ràpida i més fàcil d'utilitzar. Un dels motius principals de la seva creació és per ser destinada a ser una eina pel periodisme basat en dades. A més, és una eina que serveix per donar accés a dades obertes per a un públic interessat en allò que està llegint o buscant sobre un tema determinat.
A més, l'eina de codi obert, per assegurar-se que les empreses de redacció són menys dependents de plataformes externes, és de gran utilitat que obtinguin el control de l'aparença i dades que recullen. Al futur s'espera que el Datawrapper s'utilitzi per fer taules de dades que serveixin per a tot al món, juntament, amb altres eines de cartografia que ajudin a la visualització de dades, xarxes, per construir en profunditat i informació veraç per oferir un millor context d'allò que està passant i que s'està explicant.

## Utilitats bàsiques
Crear gràfics simples, integrables, en segons, no hores
Aquesta eina, el Datawrapper permet reduir el temps necessari per crear un gràfic correcte i incrustar-lo en qualsevol Sistema de gestió de continguts CMS en qüestió de minuts, en lloc de passar-nos hores. A més, el Datawrapper no és una trampa temptadora. Les dades que s'utilitzen i que es treballen són totalment personals i intransferibles. A més, les proves no es publiquen obertament. A més, és preferible que les empreses de notícies que utilitzen Datawrapper o facin a través de GitHub i que s'instal·li en un dels seus propis servidors. El CSS és accessible, el que significa que en un dia es poden assegurar que els gràfics generats tenen el seu logotip, els seus estils visuals i colors.
Datawrapper és un programari de codi obert no comercial, llicenciat amb la llicència MIT. L'ús de la versió pública de Datawrapper és gratuït. Els usos alternatiu són la instal·lació i personalització de Datawrapper pel seu compte o deixar ajudar-se per una professional personalització (encara que llavors és facturat) i codificació dels serveis.

## Full de ruta i fites
El Datawrapper només disposa, de moment, de la versió 1.0 que va ser reescrita des de zero. La primera versió (beta) es va provar, principalment, amb quatre passos per crear un gràfic amb un procés molt simple. Aquesta versió inicial s'ha adherit a aquest flux de treball i permet moltes més opcions i aplicacions per crear gràfics de qualitat amb grans eines tècniques que permeten multitud de funcionalitats.
L'objectiu és proporcionar una eina per crear gràfics senzills, però que a la vegada siguin correctes i professionals. La senzillesa de les taules bàsiques per a les webs seran clau a l'hora de la seva elaboració. L'aplicació no és intuïtivament obvi per l'aparença dels seus gràfics, però el lector és capaç d'assimilar els continguts d'aquesta taula. És molt més simple que l'aparença. Des de la versió 1.0 només es poden fer servir les llicències lliure de les llibreries de JavaScript.

## Les noves característiques del Datawrapper 1.0
- Gràfics interactius HTML5, amb opcions d'interacció i visualització de tots els punts de dades
- Etiquetatge prop dels punts de dades
- Millor disseny
- Disseny sensible
- Múltiples opcions de personalització per a cada tipus de gràfic
- Localització dels números i caràcters especials, per exemple, monedes
- Arxius de tots els gràfics (per tipus, per temps, etc.)